# 愛 am BEST
《愛 am BEST》（精選「愛」），日本女性創作歌手大塚愛的首張精選輯。2007年3月28日發行。

## 概要
大塚愛的首張精選輯，收錄曲目以主流出道至2005年發行的單曲為主，2006年之後發行的沒有收錄。除了《彈珠》之外，其它曲目均為主流出道之前所作，年代最久遠的是16歲高中時期創作的《Cherish》，最新的是19歲短大時期創作的《愛撒嬌》和《好愛你。》。。
唱片封面是大塚愛親手書寫紅色的「愛 am BEST」圓章標誌。此標誌在之後成為大塚愛演唱會等眾多活動的代表標誌之一。
2007年舉行了以《愛 am BEST》為主題的大型巡迴演唱會「2007巡迴演唱會 精選愛～最棒的發言一定要滿懷著愛！！！～」。
出貨量超過100萬張，封面封面上粘有金色字標「100萬張突破！」（但日本唱片協會尚未認證突破100萬張）。Oricon統計銷量超過70萬張，是2007年度日本專輯銷量第6位。

## 收錄曲目
| CD   | CD                          | CD                           |
| 曲序 | 曲目                        | 編曲                         |
| ---- | --------------------------- | ---------------------------- |
| 1.   | 桃花花瓣                    |                              |
| 2.   | 櫻桃                        | 銅管樂器編曲：水江洋一郎     |
| 3.   | 愛撒嬌                      |                              |
| 4.   | Happy Days                  |                              |
| 5.   | 金魚花火                    |                              |
| 6.   | 好愛你。                    |                              |
| 7.   | 上等黑毛日本牛鹽烤牛舌680圓 |                              |
| 8.   | Cherish                     | 弦樂團編曲：クラッシャー木村 |
| 9.   | SMILY                       |                              |
| 10.  | 彈珠                        |                              |
| 11.  | 貓與氣球                    |                              |
| 12.  | 星象儀                      |                              |
| 13.  | LOVE MUSiC                  |                              |
| 14.  | BABASHIのテーマ             |                              |

### 初回限定盤DVD
音樂錄像帶集。收錄曲目和順序與CD相同。「LOVE MUSiC」是為了此張精選特別拍攝的音樂錄像帶。隱藏曲目《BABASHI的主題曲》的音樂錄像帶同樣是隱藏狀態，需要在命令語言方能打開。

## 外部連結
- 唱片介紹